# Josef Mengele
Josef Mengele (Günzburg, 16 maart 1911 – Bertioga (Brazilië), 7 februari 1979) was een Duitse oorlogsmisdadiger, genetisch onderzoeker, legerarts en nationaalsocialist. Gedurende de laatste twee jaren van de Tweede Wereldoorlog was hij werkzaam in het vernietigingskamp Auschwitz, waar hij gevangenen selecteerde voor de gaskamers en wrede medische experimenten uitvoerde, vaak met dodelijke afloop. Mengele kreeg de bijnaam "engel des doods".

## Afkomst en opleiding
Mengele was afkomstig uit een rijke katholieke familie van Beierse industriëlen en fabrikant van landbouwmachines Mengele Agrartechnik AG. Hij was als scholier ambitieus en wilde graag beroemd worden. Aan het begin van de jaren dertig sloot Mengele zich aan bij de organisatie Stahlhelm, die later opging in de SA. Daaruit trok hij zich in 1934 weer terug onder opgave van gezondheidsredenen. Vanaf 1930 studeerde hij geneeskunde en medische antropologie in München, Wenen en Bonn. In 1935 promoveerde hij voor de eerste keer, in de antropologie, op het proefschrift Rassenmorphologische Untersuchung des vorderen Unterkieferabschnitts bei vier rassischen Gruppen (Rassenmorfologisch onderzoek van het voorste deel van de onderkaak bij vier raciale groeperingen). In 1936 deed hij artsexamen en verrichtte hij een coassistentschap kindergeneeskunde van vier maanden in Leipzig. In 1937 werd hij assistent bij het 'Institut für Erbbiologie und Rassenhygiene' in Frankfurt am Main en werd hij lid van de NSDAP. Uit deze tijd dateert zijn verbintenis met dr. Othmar von Verschuer, een leidende nationaalsocialistische erfelijkheidsonderzoeker met goede contacten in de SS. In 1938 sloot hij zijn studietijd in de medicijnen aan de universiteit van Frankfurt am Main af met het proefschrift Sippenuntersuchungen bei Lippen-Kiefer-Gaumenspalte (Familiegroeponderzoek bij lip-kaak-gehemeltespleet). Eveneens in 1938 sloot hij zich aan bij de SS. Hij verrichtte zijn dienstplicht tussen september 1938 en januari 1939. In 1939 trouwde hij met Irene Schoenbein (1920), met wie hij een zoon, genaamd Rolf kreeg op 16 maart 1944.

## Auschwitz

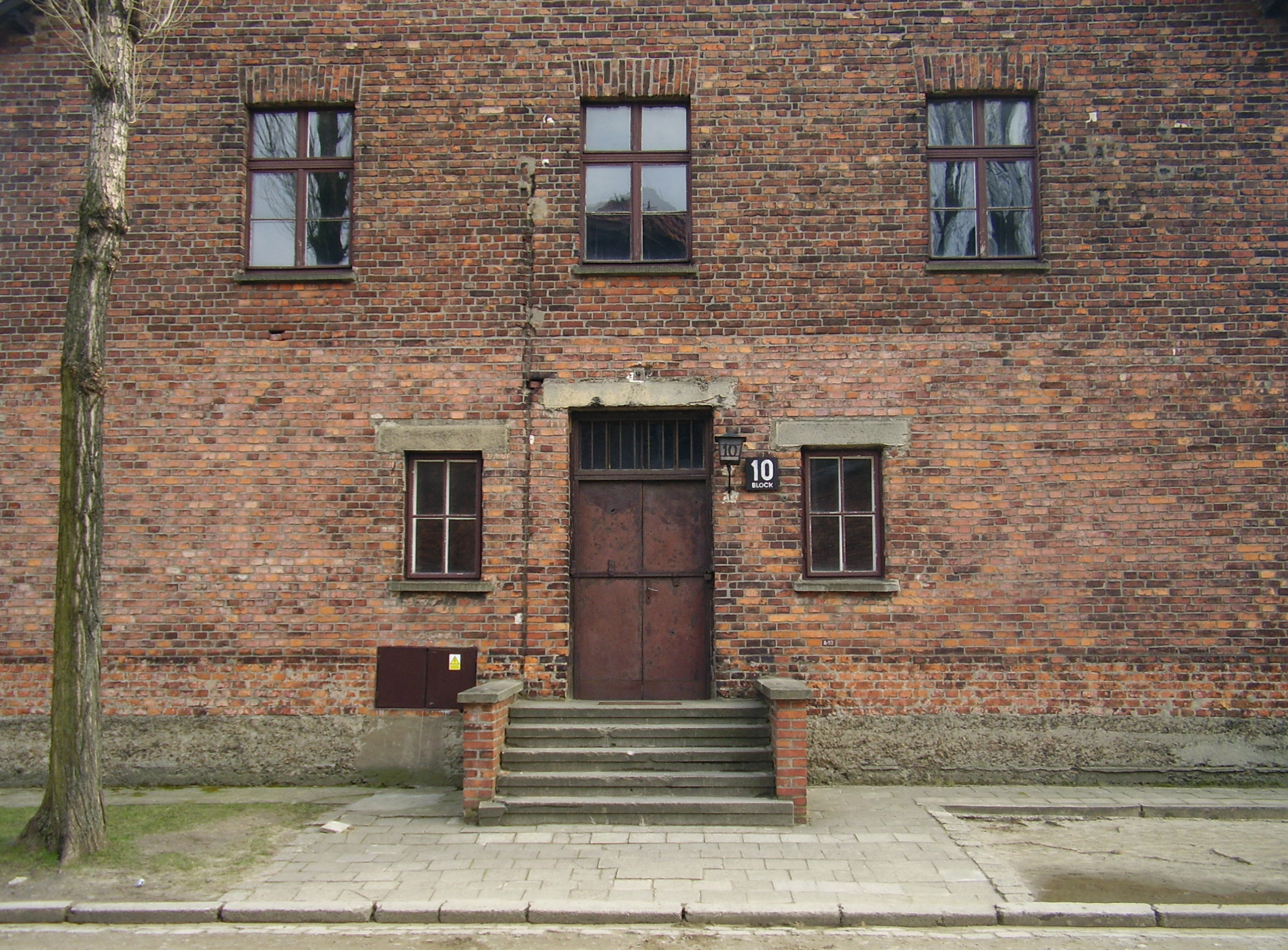
Blok 10, waar Mengele de medische experimenten deed.

In 1940 werd Mengele opgeroepen voor de Wehrmacht en hij meldde zich in augustus vrijwillig bij de Waffen-SS. Hij werd naar Polen gestuurd als bataljonsarts, waar hij in 1942 zwaargewond raakte. Na genezing bleek hij niet meer voor het front geschikt en werd hij naar Berlijn gestuurd. Vanaf 30 mei 1943 was hij werkzaam in concentratiekamp Auschwitz als arts en verantwoordelijk voor de selectie van gevangenen. Zijn bijnaam "Todesengel" heeft hij grotendeels aan deze functie te danken; de gevangenen werden bij aankomst in het kamp door Mengele geselecteerd. Degenen die niet door de selectie kwamen, werden direct doorgestuurd naar de gaskamer. Op deze wijze selecteerde hij ook Perla Ovitz en haar familie van twaalf mensen. Hij was de enige reden dat haar gehele familie, waarvan een aanzienlijk aantal leden pseudoachondroplasie had, wat Mengele in eerste instantie tot hen aantrok, Auschwitz had overleefd en niet direct in de gaskamers was beland. Hij riep uit toen hij de Ovitzen zag 'nu heb ik iets om twintig jaar lang te bestuderen!'. Hij zou de familie verschrikkelijke experimenten doen ondergaan.
Mengele werd berucht door zijn wrede medische experimenten in Blok 10 van Auschwitz, op gevangenen en in het bijzonder op tweelingen, die door hun genetische gelijkheid van belang werden geacht voor de eugenetica. Onder de experimenten vielen onder meer blootstelling aan kou tot de dood erop volgde, experimenten in vacuümkamers, het amputeren van ledematen en verwijderen van organen (naar verluidt vaak zonder verdoving) en het uitproberen van medische behandelingen en geneesmiddelen. Een van zijn experimenten had als doel een Siamese tweeling te maken door een eeneiige tweeling aan elkaar te naaien – een experiment dat overigens faalde, evenals de proefneming een blauwe stof in de ogen te injecteren om ze "Arisch" te maken. Gedurende zijn tijd in Auschwitz leverde Mengele allerlei menselijk materiaal aan het Keizer Wilhelm Instituut voor Antropologie, Menselijke Erfelijkheidsleer en Eugenetica in Berlijn en zijn directeur, Verschuer.
Binnen de medisch-wetenschappelijke wereld, waar het individuele lot van patiënten centraal staat, worden Mengeles experimenten alom afgekeurd en als misdadig beschouwd. Hoe dan ook zijn de resultaten van zijn experimenten wetenschappelijk gezien onbruikbaar. Het ontbrak aan een betrouwbare wetenschappelijke toetsing en de achterliggende gedachte, dat het ene ras superieur is aan het andere, is ongefundeerd. Mengele streefde een habilitatie na, die hij nooit verkregen heeft.
Na de oorlog kwam een debat op gang onder welke voorwaarden medische experimenten op mensen zijn toegestaan. Dit leidde tot de verklaring van Helsinki die door de WMA (World Medical Association) is opgesteld.

## Vlucht uit Europa en leven in Zuid-Amerika

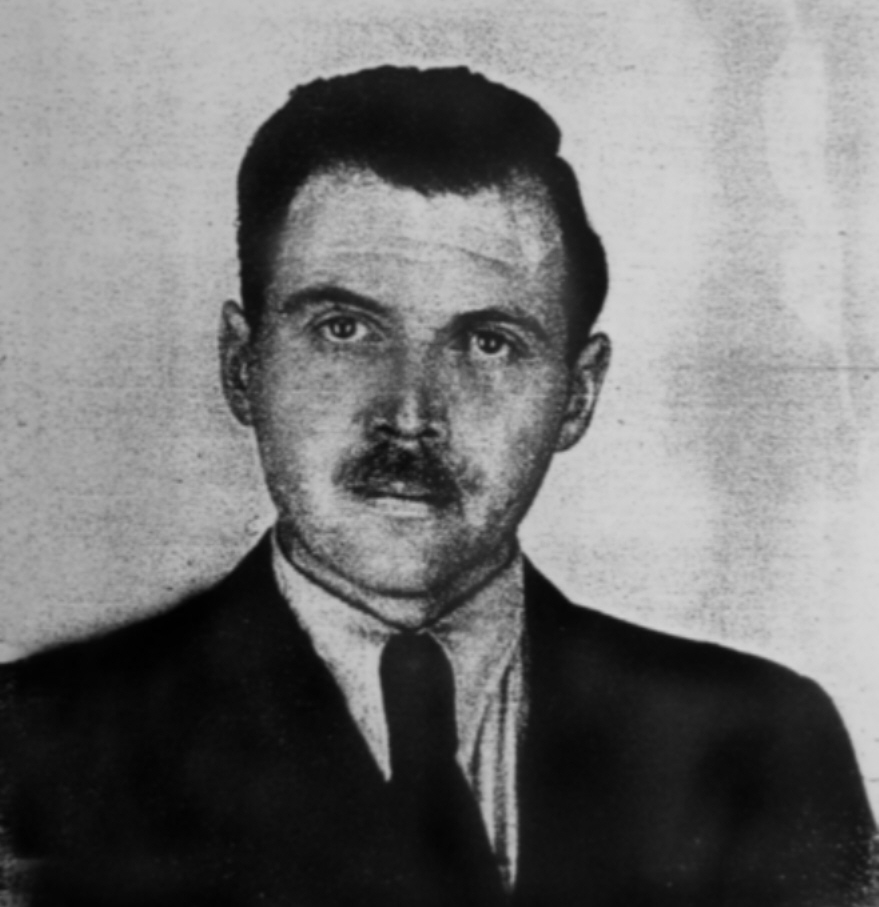
Mengele in 1956

Na de oorlog werkte Mengele onder een valse naam tussen 1945 en 1949 als boerenknecht in Mangolding, een dorp bij Rosenheim. In 1949 ontsnapte hij via Italië naar Zuid-Amerika. Tussen 1949 en 1959 woonde hij in Buenos Aires, financieel ondersteund door zijn familie. In 1954 scheidde hij van zijn vrouw. In 1956 bracht hij een vakantie in Zwitserland door met de weduwe van zijn broer Karl, zijn in Duitsland geboren enige zoon en een neef. Hij vroeg onder zijn eigen naam een nieuw Duits paspoort aan en kreeg dat ook. Hij hertrouwde in 1958 in Montevideo met zijn schoonzuster Martha Maria Weil (1920), de weduwe van Karl. In 1957 werd Mengele, die in Buenos Aires als arts in illegale abortusklinieken werkte, door de Argentijnse politie gearresteerd. De aanklacht was het plegen van honderdvoudige abortus en het laten overlijden van een jonge vrouw tijdens een abortus.
Op 3 augustus 1958 deed de Duitse schrijver Ernst Schnabel aangifte tegen Mengele. In februari 1959 leidde dit tot een eerste arrestatiebevel. Mengele week uit naar Hohenau in Paraguay en werd Paraguayaans staatsburger. Hij verbleef er in het Hotel Tirol. De Mossad kwam hem op het spoor. Toen de commando's van de Mossad het hotel binnenvielen, was hij na een tip gevlucht.
Na de ontvoering en berechting van Adolf Eichmann door de Israëlische geheime dienst voelde hij zich in de zomer van 1960 ook in Paraguay niet meer veilig en dook hij onder in Brazilië.
Zijn zoon bezocht hem naar eigen zeggen in 1956 en een tweede en laatste keer in 1977.

## Dood en zijn overblijfselen
Mengele overleed in 1979 tijdens het zwemmen, mogelijk aan een hartinfarct of een beroerte. Hij werd onder de naam 'Wolfgang Gerhard' begraven. Zijn dood bleef een aantal jaren geheim. Er werden destijds grote sommen geld uitgeloofd voor zijn arrestatie. Zijn identiteit werd in 1985 na opgraving van het lichaam en meting van de botten bevestigd en in 1992 definitief bewezen toen zijn DNA werd vergeleken met dat van nog levende familieleden.
Familieleden weigerden herhaalde verzoeken van Braziliaanse functionarissen om het stoffelijk overschot naar Duitsland te repatriëren. Het skelet ligt opgeslagen in het Instituut voor Forensische Geneeskunde in São Paulo, waar het wordt gebruikt als onderwijshulpmiddel tijdens cursussen forensische geneeskunde aan de medische faculteit van de Universiteit van São Paulo.

## Geschriften
Tijdens zijn onderduiktijd in Paraguay en Brazilië tussen 1960 en 1975 schreef de voormalige kamparts 3500 pagina's in spiraalgebonden schoolschrijfboeken vol. Deze geschriften omvatten dagboekelementen, wijsgerigheden, citaten uit gesprekken en politiek commentaar. Sommige van de medische experimenten op gevangenen staan erin beschreven. Uit deze dagboeknotities blijkt dat Mengele geen spijt had van zijn daden en, net als Eichmann, tot zijn dood een overtuigd nationaalsocialist bleef zonder schuldbesef. Ook verdedigde hij er de theorie van Andersartigkeit der Rassen in. De arts motiveerde in zijn geschriften de stelling dat mensen met verkeerde genen gesteriliseerd moeten worden. Mengele speelde vanaf 1972 met de gedachte om terug te keren naar Duitsland en vroeg zich af hoe het gesteld was met zijn heimat, meer nog: "Is ze nog mijn heimat en zal Duitsland mij niet als vijand bejegenen". Op 21 juli 2011 werden deze teksten geveild door Alexander Historical Auctions in Connecticut, Verenigde Staten. De opbrengst was 175.000 euro. Een kleinzoon van een Auschwitz-overlevende verwierf de dagboeknotities, waarbij hij aangaf ze aan een Holocaust-museum te willen schenken. De notities geven een bewijs van de nazipraktijken in de kampen. De verkoper zegde toe een deel van de opbrengst te zullen schenken aan een museum.

## Voorkomen in populaire media
- Josef Mengele en het gegeven dat gedurende lange tijd volstrekt onduidelijk was of hij de oorlog overleefd had, dan wel inderdaad zoals de geruchten luidden met succes zou zijn ontkomen naar een land in Zuid-Amerika, werd als personage meerdere malen gebruikt in fictie, waarin hij wordt uitgebeeld als een zeer kwaadaardig en sadistisch wreed stereotype.
- In de film Marathon Man uit 1976 is het personage 'Dr. Christian Szell' gebaseerd op Josef Mengele.
- In de film The Boys from Brazil uit 1978, naar het gelijknamige boek van Ira Levin, speelt Gregory Peck de figuur van Mengele.
- In de televisiereeks Kessler (1981), een vervolg op Secret Army (1978), wordt Mengele opgevoerd in Paraguay.
- Het nummer Angel of Death uit 1986 van de Amerikaanse metalband Slayer gaat over Mengele.
- After the Truth of Nichts als die Wahrheit (1999) is een Duitse film. Mengele wordt hierin gespeeld door Götz George.
- De film My Father, Rua Alguem 5555 uit 2003 vertelt het (deels fictieve) verhaal over de zoon van Mengele, die op zoek gaat naar zijn vader. Charlton Heston vertolkt de rol van Mengele. Het gaat hierbij om een arts die experimenten uitvoerde op tweelingen en onder meer probeerde ogen kunstmatig blauw te maken.
- De film Out of the Ashes uit 2003 is gebaseerd op het boek I Was a Doctor in Auschwitz van Gisella Perl, die Mengele wist te trotseren tijdens haar gevangenschap in Auschwitz. De film suggereert dat Mengele na de oorlog (in 1946) in de VS was. Mengele wordt gespeeld door Jonathan Cake.
- In de horrorfilm The Human Centipede (First Sequence) uit 2009 is Dr. Heiter (Dieter Laser) een Duitse chirurg. Hij droomt van het maken van een Siamese drieling. Zijn personage is gebaseerd op Mengele.
- In de film The Debt uit 2010 is het personage Dieter Vogel gebaseerd op Josef Mengele.
- De film Wakolda (The German Doctor) uit 2013 gaat over Mengele die in Patagonië bij een familie intrekt.
- De film Im Labyrinth des Schweigens uit 2014, die gaat over het proces tegen de kampbewakers van Auschwitz, gaat ook deels over Mengele, tegen wie een arrestatiebevel wordt uitgevaardigd.
- In de serie American Horror Story is het personage Dr. Arthur Arden (of Hans Gruber) op Mengele gebaseerd.

## Militaire loopbaan
- SS-Hauptsturmführer
- SS-Obersturmführer
- SS-Untersturmführer

## Registratienummers
- NSDAP-nr.: 5 574 974
- SS-nr.: 3 17 885

## Verwante artikelen
- Miklós Nyiszli